# Silly-la-Poterie
Silly-la-Poterie is een gemeente in het Franse departement Aisne (regio Hauts-de-France) en telt 141 inwoners (2005). De plaats maakte deel uit van het arrondissement Château-Thierry tot zij op 1 januari 2017 overgeheveld werd naar het arrondissement Soissons.

## Geografie
De oppervlakte van Silly-la-Poterie bedraagt 2,3 km², de bevolkingsdichtheid is 61,3 inwoners per km².
De onderstaande kaart toont de ligging van Silly-la-Poterie met de belangrijkste infrastructuur en aangrenzende gemeenten.

## Demografie
Onderstaande figuur toont het verloop van het inwonertal (bron: INSEE-tellingen).
Vanwege een beveiligingsprobleem met de MediaWiki Graph-software is het momenteel niet mogelijk deze grafiek weer te geven. Zodra de software is bijgewerkt zal de grafiek vanzelf weer zichtbaar worden.